# Jaderná elektrárna Karáčí
Jaderná elektrárna Karáčí (urdsky کراچی نیوکلیئر پاور پلانٹ‎) je jedna ze dvou jaderných elektráren v Pákistánu. Nachází se na břehu Arabského moře u Paradise Pointu, poblíž města Karáčí. Celkový hrubý výkon elektrárny činí 

## Historie a technické informace

### Počátky
4. června 1956 Rada pro atomovou energii Pákistánu se sídlem v Karáčí oznámila, že se rozhodla postavit výzkumný reaktor v západním Pákistánu a jadernou elektrárnu ve východním Pákistánu, dnešním Bangladéši. Od roku 1959 se počítalo s integrací jaderných elektráren do energetické sítě okresu Karáčí v provincii Sindh.
V roce 1963 bylo místo specifikováno ve vzdálenosti 24 kilometrů západně od města Karáčí.  

Jaderná elektrárna byla společně navržena inženýry Pákistánské komise pro atomovou energii a kanadské General Electric, aby se odlišila od indických jaderných výzkumných reaktorů, jako jsou reaktory CIRUS a Dhruva, které využívají také technologii CANDU. Rozhodovacím faktorem, který byl vzat v úvahu při prodeji technologie CANDU Pákistánu Kanadou, bylo udržení rovnováhy vztahů mezi Indií a Pákistánem. V roce 1966 zahájila výstavbu společnost Montreal Engineering Co., která výstavbu dokončila v roce 1971. Jaderná elektrárna dosáhla kritičnosti 1. srpna 1971 a hrubého nominálního výkonu 125 MW dosáhla 2. října 1972.

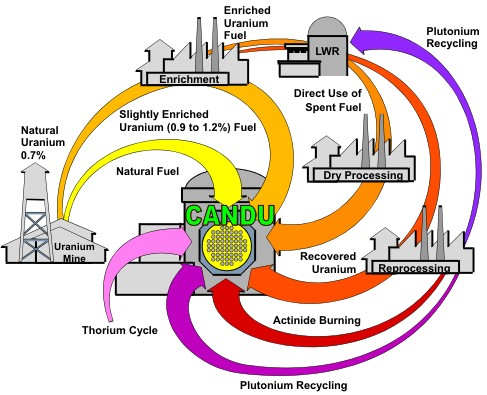
Schéma palivového cyklu reaktorů CANDU

Dne 28. listopadu 1972 prezident Zulfikár Alí Bhutto slavnostně otevřel jadernou elektrárnu v Karáčí, když byla připojena k rozvodné síti společnosti K-Electric.
Zpočátku Kanada prostřednictvím svého dodavatele GE Canada dodávala těžkou vodu a přírodní uran, ale chtěla přestat financovat provoz jaderné elektrárny po roce 1974, kdy Indie detonovala jadernou bombu, jejíž štěpný materiál byl vyroben v reaktoru CIRUS, který Kanada dodala. V roce 1975 začala GE Canada účtovat Pákistánu $27/lb těžké vody, což bylo pro Pákistán v té době drahé.
Vzhledem k tomu, že Pákistán odmítl podepsat Smlouvu o nešíření jaderných zbraní, GE Canada zastavila prodej dovážených náhradních dílů, přírodního uranu, těžké vody a technické podpory pro jadernou elektrárnu, což vyvolalo obavy z výpadků proudu v Pákistánu v roce 1976. S odjezdem kanadských techniků ze země bylo město vystaveno otevřeným radioaktivním materiálům, přičemž se odhadovalo, že jaderná elektrárna bude muset být z finančních a materiálních důvodů odstavena. Navzdory kanadské skepsi dokázala Pákistánská komise pro atomovou energii pracovat na výrobě těžké vody za nižší cenu než při jejím nákupu z Kanady a díky ukončení poskytování náhradních dílů i soběstačnost na jejich výrobě.
Mnoho náhradních dílů a strojních součástí bylo navrženo a vyrobeno lokálně, což udržovalo jadernou elektrárnu v provozu – cenné zkušenosti byly také sdíleny s čínskými úředníky při navrhování bezpečnostních protokolů reaktoru a nakonec pomohly s výstavbou jaderné elektrárny Čašma v letech 1993 až 2000.
Po intenzivních jednáních a ve spolupráci s MAAE v květnu 1990 byla kanadská politika vůči jaderné elektrárně Karáčí revidována, což jí umožnilo poskytovat pomoc pro bezpečný provoz KANUPP.
V letech 2015 a 2016 projevila Čína velký zájem o rozšíření jaderné elektrárny a podepsala dohodu o dodávce dvou jaderných elektráren Hualong One se zahájením komerčního provozu plánovaným na rok 2021 a 2022. Reaktorové bloky budou mít projektovanou životnost 60 let a budou představovat přibližně 10 % celkové výrobní kapacity země. K 31. prosinci 2017 vyrobila jaderná elektrárna Karáčí 14,2 miliardy kWh elektřiny a fungovala bez jakékoli poruchy zásobována tisíci palivovými články vyrobenými v Pákistánu.

### První blok
Prvním reaktorem v Karáčí byl jeden těžkovodní reaktor (PHWR) typu CANDU s celkovou hrubou kapacitou výroby energie 137 MW. Původně byl známý jako „KANUPP“, později v roce 2010 překlasifikován na K1, který používal vodou chlazený moderátor těžkou vodu a jako palivo mu sloužil přírodní uran. KANUPP byl známý jako jeden z nejstarších reaktorů, který používal k výrobě energie systém PHWR typu CANDU. Fungoval mezi léty 1971 až 2021, kdy byl vyřazen.

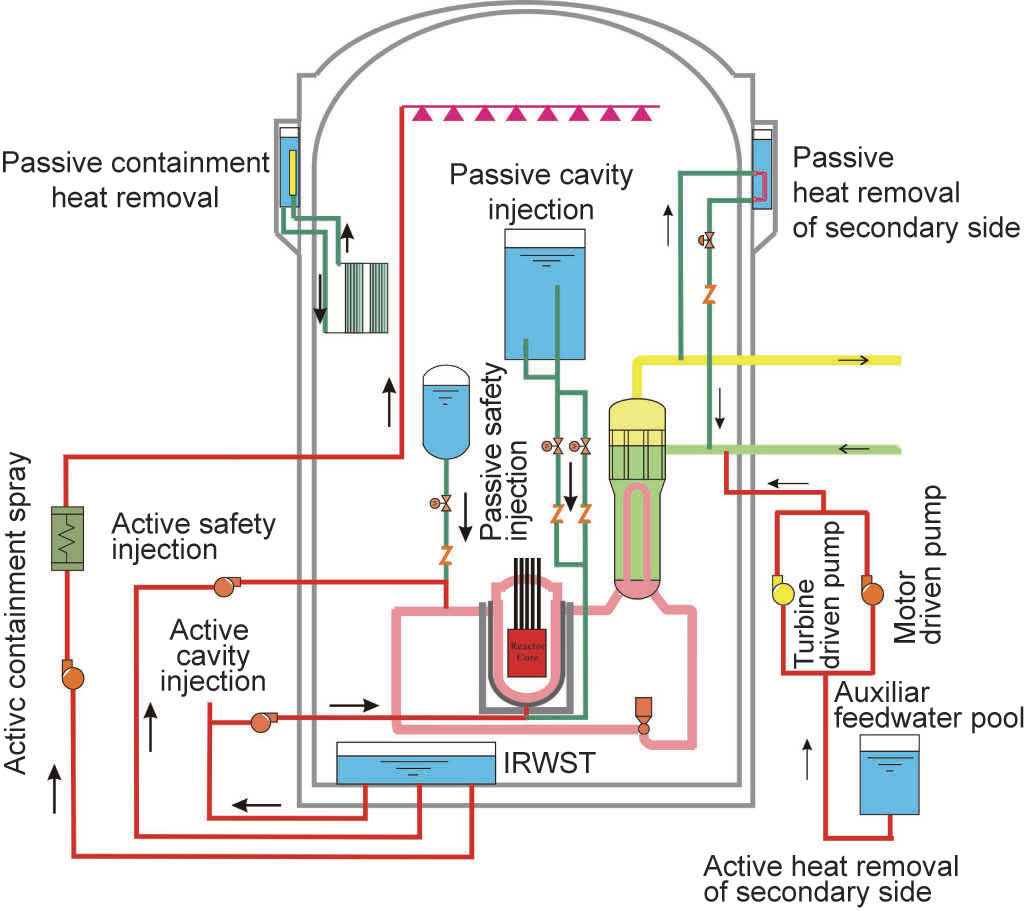
Hualong One

V letech 1970 až 1990 fungoval první blok s průměrným koeficientem ročního využití pouze 55,9 %.  Kanadští technici navrhli životnost elektrárny na přibližně 30 let, takže v roce 2002 měl být již reaktor odstavený. Úřad pro jaderný dozor v Pákistánu, vlastník jaderné elektrárny, prodloužil její životnost provozu do roku 2012 (později až do roku 2021). Až do konce životnosti vyráběla elektrárna elektřinu s průměrným koeficientem ročního využití 55,7 %.
Dne 1. srpna 2021 byla kanadská jednotka K1 zastavena a vyřazena z provozu. K síti byl reaktor připojen téměř 50 let.

### Druhý a třetí blok
V roce 2015 se o jadernou elektrárnu v Karáčí začali zajímat čínští dodavatelé, nakonec pákistánská administrativa a čínská vláda podepsaly dohodu o výstavbě dvou reaktorových bloků Hualong One za miliardu USD. Dohromady dva reaktory o hrubém výkonu 1100 MW.
Oba bloky jsou tlakovodní a pocházejí od společnosti China National Nuclear corporation. Dne 26. listopadu 2013 premiér Naváz Šaríf oznámil, že v Pákistánu budou postaveny dva nové bloky z Číny, dva Hualong One. Stavba KANUPP-2 začala 20. srpna 2015 a stavba KANUPP-3 byla zahájena 31. května 2016. První blok byl uveden do komerčního provozu 21. května 2021 a druhý následoval 18. dubna 2022.

### Čtvrtý a pátý blok
Pákistánská komise pro jadernou energii prohlásila, že v Karáčí počítá s výstavbou dalších dvou bloků o výkonu 1400 MW.

## Informace o reaktorech
| Reaktor  | Typ reaktoru | Výkon   | Výkon   | Zahájení výstavby | Připojení k síti | Uvedení do provozu | Uzavření   |
| Reaktor  | Typ reaktoru | Čistý   | Hrubý   | Zahájení výstavby | Připojení k síti | Uvedení do provozu | Uzavření   |
| -------- | ------------ | ------- | ------- | ----------------- | ---------------- | ------------------ | ---------- |
| Karáčí-1 | CANDU-137    | 90 MW   | 125 MW  | 1. 8. 1966        | 18. 10. 1971     | 7. 12. 1972        | 1. 8. 2021 |
| Karáčí-2 | Hualong One  | 1017 MW | 1100 MW | 20. 8. 2015       | 18. 3. 2021      | 21. 5. 2021        |            |
| Karáčí-3 | Hualong One  | 1017 MW | 1100 MW | 31. 5. 2016       | 4. 3. 2022       | 18. 4. 2022        |            |
| Karáčí-4 | Hualong One  | 1017 MW | 1100 MW |                   |                  |                    |            |
| Karáčí-5 | Hualong One  | 1017 MW | 1100 MW |                   |                  |                    |            |